# Jeffrey Rock
Der Jeffrey Rock ist eine kleine Insel im Palmer-Archipel westlich der Antarktischen Halbinsel. Sie liegt unmittelbar nordöstlich von Janus Island, südöstlich von DeLaca Island sowie 2,5 km südwestlich von Amsler Island und ebensoweit westlich der Palmer-Station.
Das Advisory Committee on Antarctic Names übernahm 2014 den lokal gebräuchlichen Namen für die Insel. Der weitere Benennungshintergrund ist nicht überliefert.